# America (album de Thirty Seconds to Mars)
Pour les articles homonymes, voir America.
Albums de Thirty Seconds to Mars
Love, Lust, Faith and Dreams
(2013) It's the End of the World but It's a Beautiful Day
(2023)
Singles
1. Walk on Water [1]
Sortie : 22 août 2017
2. Dangerous Night [2]
Sortie : 25 janvier 2018
3. One Track Mind [3],[4]
Sortie : 23 mars 2018
4. Hail to the Victor
Sortie : 19 mai 2021

America est le cinquième album studio du groupe de rock alternatif californien Thirty Seconds to Mars, sorti le 6 avril 2018 sous le label Interscope. Le disque marque également le retour du trio depuis sa séparation avec Virgin Records, son ancien label.

## Développement
Les premiers travaux de recherches autour de nouvelles compositions ont débuté en novembre 2015,, Jared Leto exprimant sans détour son souhait de vouloir expérimenter de nouveaux horizons musicaux. Parallèlement, Leto s'est attelé au film documentaire A Day in the Life of America, conçu comme un projet complémentaire au cinquième album du groupe. Le film, annoncé pour 2018, présente de nombreuses séquences incluant des images tournées par des vidéastes amateurs pendant le 70e Jour de l'Indépendance, le 4 juillet 2017. Le groupe se lance ensuite dans une série de concerts aux côtés de Muse et de PVRIS, cette tournée comptant parmi les plus rentables d'Amérique du Nord en 2017.
Pendant la tournée, Thirty Seconds to Mars annonce "Walk on Water", le premier single de son futur cinquième album. Certains journalistes voient une connotation politique dans les paroles du morceau, inspirées par la victoire de Donald Trump aux élections présidentielles américaines de 2016. Cette chanson permis au groupe d'obtenir le MTV Europe Music Award du meilleur groupe alternatif. En collectant le prix, Jared Leto adressa une remarque à l'encontre de la politique d'immigration de Trump : "Nous sommes Américains, une nation d'immigrants, et nous voulions vous dire que nous vous accueillons à bras ouverts, à cœur ouverts, et que nous vous aimons." ("We are Americans – a land of immigrants – and we just want to say that we welcome you with open arms and with open hearts, and we love you.").

## Liste des chansons
| No  | Titre                                   | Durée |
| --- | --------------------------------------- | ----- |
| 1.  | Walk on Water                           | 3:05  |
| 2.  | Dangerous Night                         | 3:19  |
| 3.  | Rescue Me                               | 3:37  |
| 4.  | One Track Mind (en duo avec ASAP Rocky) | 4:20  |
| 5.  | Monolyth                                | 1:38  |
| 6.  | Love Is Madness (en duo avec Halsey)    | 3:54  |
| 7.  | Great Wide Open                         | 4:49  |
| 8.  | Hail to the Victor                      | 3:22  |
| 9.  | Dawn Will Rise                          | 3:57  |
| 10. | Remedy                                  | 3:17  |
| 11. | Live Like a Dream                       | 4:06  |
| 12. | Rider                                   | 2:58  |

| 13. | Walk on Water (version acoustique)  | 3:08 |
| 14. | Walk on Water (R3hab Remix)         | 2:41 |
| 15. | Dangerous Night (Cheat Codes Remix) | 3:02 |

## Pochette
La direction artistique et le graphisme de l'album ont été assurés par Willo Perron et Jared Leto. America propose plusieurs versions de sa pochette, offrant jusqu'à neufs variantes,. Le graphisme repose sur un concept épuré liant un fond de couleur unie (jaune, violet, bleu, vert, rouge ou rose) sur laquelle est superposée une liste de mots évoquant les États-Unis, regroupés par thème (ce dernier étant indiqué en bas de la pochette).
Variantes de la pochette pour le format CD physique :
- les noms de six célébrités américaines, sur fond de couleur rose ;
- les noms de cinq multinationales, sur fond de couleur bleu ;
- les noms des quatre médicaments les plus prescrits aux États-Unis, sur fond de couleur vert ;
- les abréviations des cinq agences fédérales les plus célèbres, sur fond de couleur jaune ;
- le Top 6 des sujets représentants le mieux les États-Unis ("Six Top American Things") sur fond de couleur violet ;
- les sept sports les plus dangereux  sur fond de couleur rouge ;

Variantes de la pochette pour le format numérique :
- les quatre sujets les plus populaires aux États-Unis ("Four Hot Topics in America"), sur fond de couleur rose (achat numérique) ;
- les six positions sexuelles les plus populaires, sur fond de couleur jaune (destinée aux services de streaming musicaux) ;

Variantes de la pochette pour le format vinyle :
- les dix opérations de chirurgie esthétiques les plus pratiquées aux États-Unis, sur fond de couleur rose (édition vinyle exclusivement) ;

Parallèlement à la sortie de l'album, Thirty Seconds to Mars a également mis en ligne un générateur de pochette permettant aux fans de créer leurs propres listes selon les codes des pochettes officielles. Leto expliquera que "les listes sont comme des capsules temporelles. Séparément elles peuvent surprendre, amuser, ou provoquer, mais ensemble elles donnent un aperçu de la culture à laquelle nous appartenons et de l'époque dans laquelle nous vivons." ("For me the lists are almost like a time capsule. Independently they may surprise, entertain or provoke, but as a group they give us a sense of the culture we are a part of and the times we are living in.") 